# Karl Wiener (Architekt)

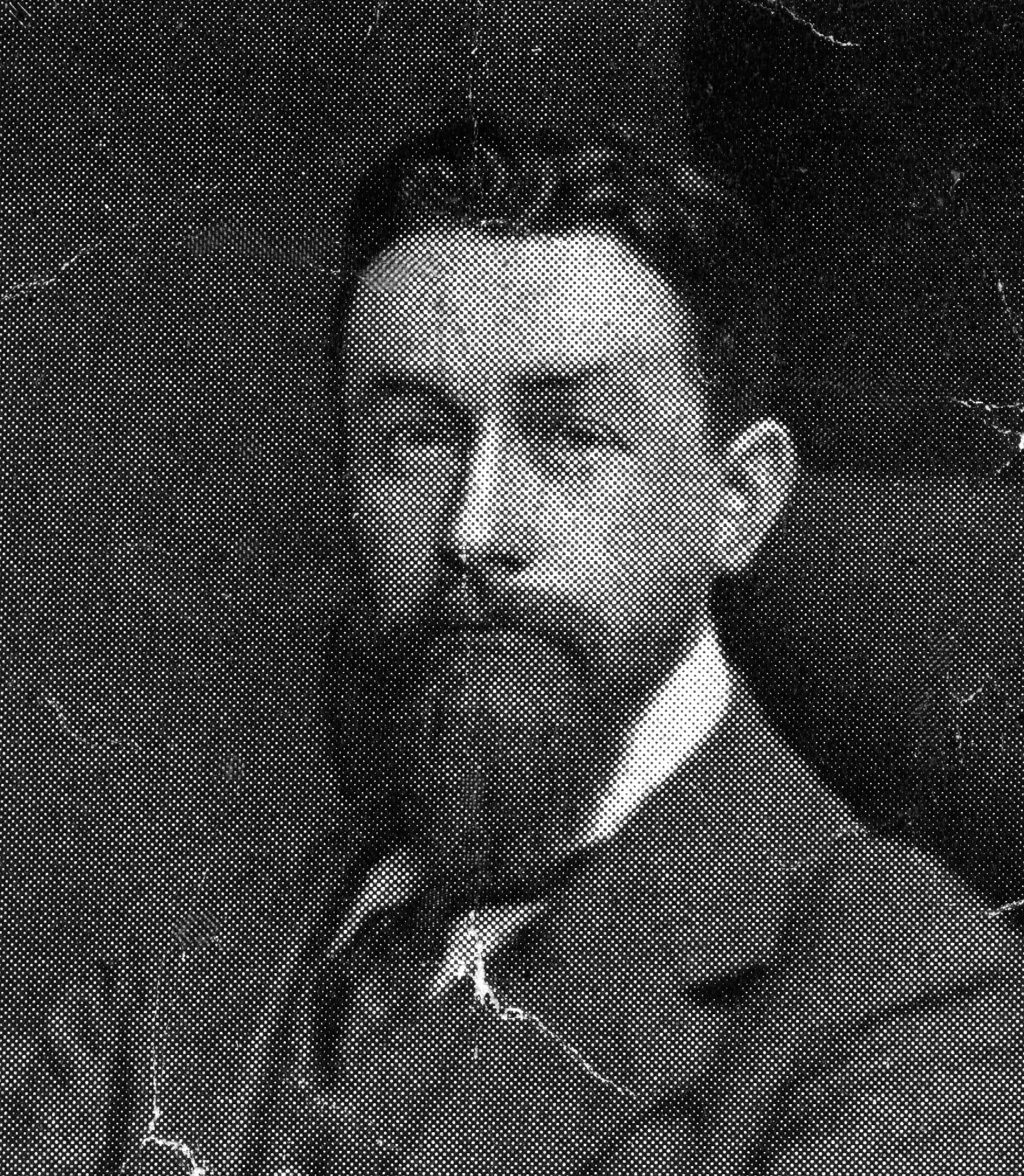
Karl Wiener

Karl Ernst Wiener (* 12. Mai 1879 in Burtscheid; † 20. März 1929 in Mannheim) war ein deutscher Architekt, der besonders im Industriebau tätig war.

## Leben
Wiener ließ sich nach seiner Ausbildung spätestens 1907 in Mannheim als freiberuflich tätiger Architekt nieder, bereits 1909 war er Mitglied der Ortsgruppe Mannheim des Bundes Deutscher Architekten (BDA).
Im Jahr 1907 wurden Wieners Entwürfe für eine nicht genauer benannte Arbeitersiedlung in Mannheim in der Fachpresse veröffentlicht. Zumindest teilweise erhalten ist sein um 1913 entworfenes Vereinshaus des Mannheimer Rudervereins „Amicitia“, es steht am Neckar in der Nähe des Fernmeldeturms. Vor 1917 errichtete er verschiedene Bauten der Luftschiffwerft Schütte-Lanz in Mannheim-Rheinau. 1921–1923 entstand ebenfalls in Mannheim das große Kohlekraftwerk der Großkraftwerk Mannheim AG mit neoklassizistischer Fassadengestaltung, das im Laufe der Jahrzehnte komplett durch Neubauten ersetzt wurde (vgl. Großkraftwerk Mannheim). Außerdem führte er das Gebäude einer Spritfabrik im Komplex der Zellstofffabrik Waldhof in Mannheim-Waldhof aus, das eine monumental-dekorativ gestaltete Fassade besaß.
Über seinen Wirkungskreis Mannheim und Umgebung hinaus wurde Wiener bekannt mit der architektonischen Ausgestaltung einer „Brückenfamilie“ aus drei Eisenbahnbrücken über den Rhein: der „Hindenburgbrücke“ bei Rüdesheim (1913–1915), der „Kronprinzenbrücke“ bzw. „Kronprinz-Wilhelm-Brücke“ bei Urmitz (1916–1918) und der „Ludendorff-Brücke“ bei Remagen (1916–1919), die im März 1945 als „Brücke von Remagen“ in die Geschichte einging.
Bereits um 1912 – möglicherweise im Rahmen eines Wettbewerbs und wahrscheinlich in enger Zusammenarbeit mit der in Mannheim ansässigen Bauunternehmung Grün & Bilfinger – entstanden die Entwürfe zu diesen drei Brücken, die allein aus militärstrategischen Gründen geplant und gebaut wurden. Wiener war dabei für die architektonische Durchbildung der massiven Bauteile zuständig, also der Vorbrücken, Widerlager, Pfeiler und Brückentürme. Dass diese drei Brücken in der Fachpresse als besonders gelungen gelobt wurden, hat jedoch in erster Linie mit der aus den statischen Erfordernissen entwickelten Formgebung der stählernen Brückenträger zu tun.

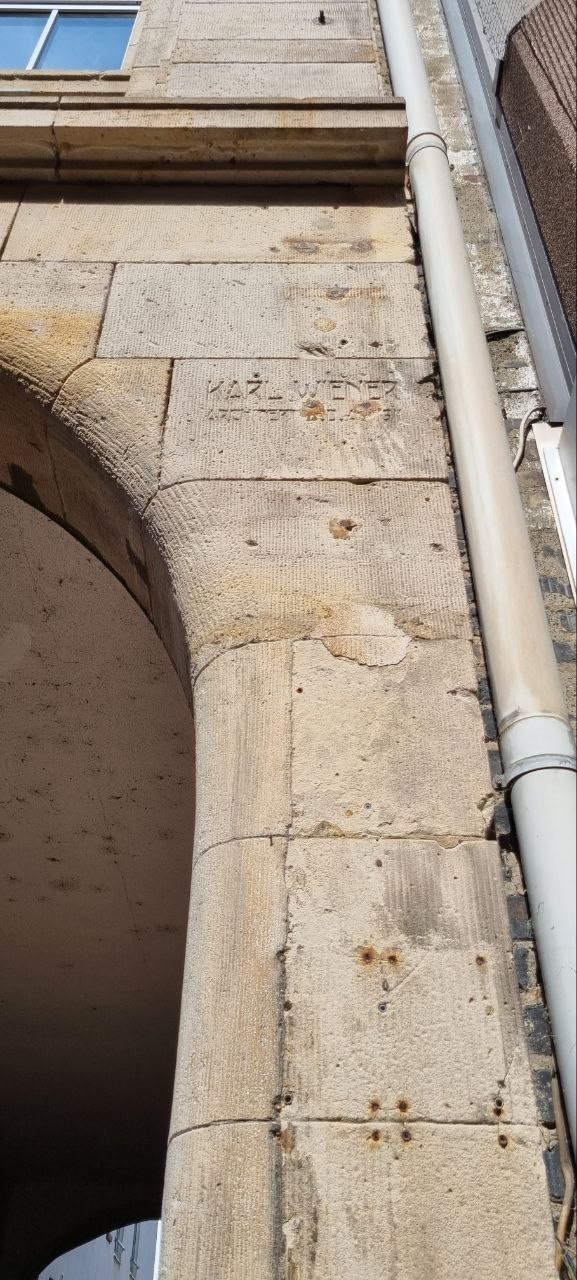
Signatur Wieners am Haus Waldkirch in Ludwigshafen
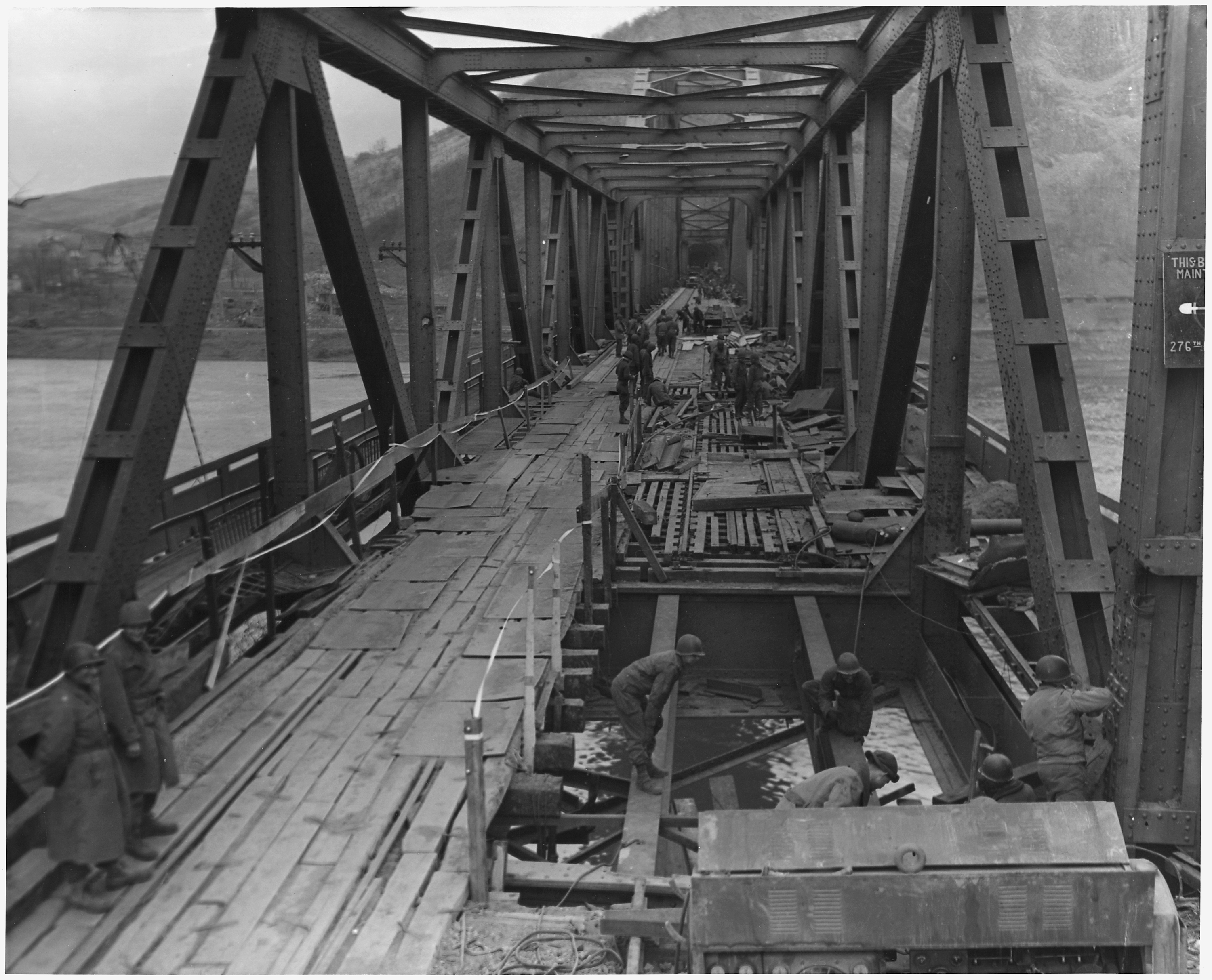
Ludendorffbrücke, März 1945
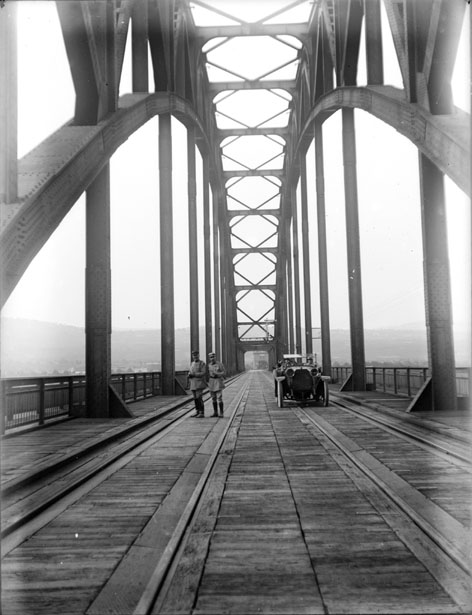
Hindenburgbrücke, 1920er-Jahre
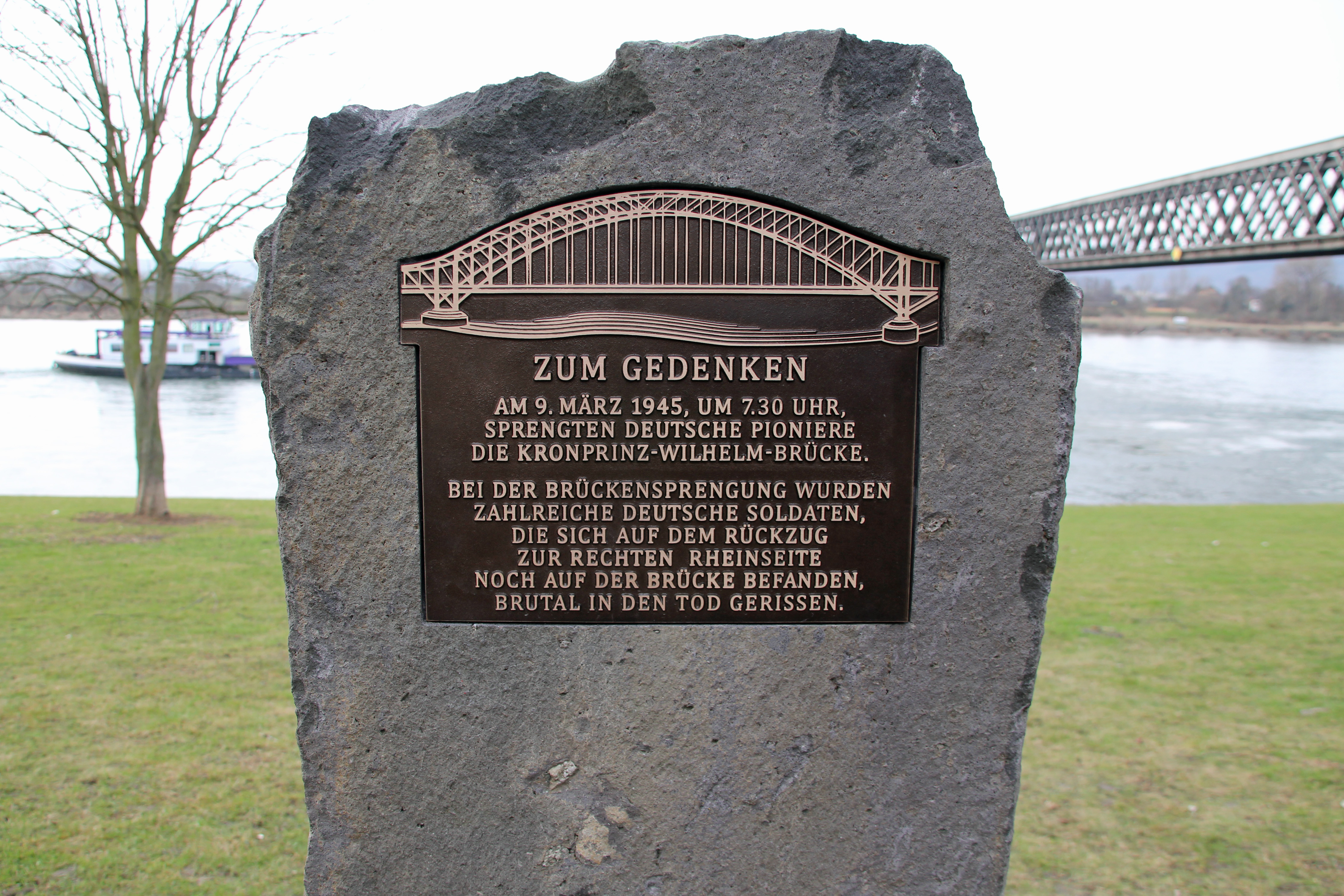
Gedenktafel an der Kronprinz-Wilhelm-Brücke